# Nova Scotia
Nova Scotia (phát âm tiếng Anh: /ˌnoʊvə ˈskoʊʃə/ NOH-və SKOH-shə; tiếng Pháp: Nouvelle-Écosse; tiếng Gael Scotland: Alba Nuadh) là một tỉnh bang thuộc vùng miền đông của Canada. Đây là một bán đảo nằm nhô ra ngoài Đại Tây Dương với một diện tích khoảng 55.000 km².Tính đến năm 2016, dân số là 923,598. Nova Scotia là tỉnh có mật độ dân số cao thứ hai ở Canada với 17,4 cư dân trên mỗi kilômét vuông (45 dặm vuông).

## Từ nguyên
"Nova Scotia" có nghĩa là "Scotland Mới" bằng tiếng Latin (mặc dù "Scotia" ban đầu là một tên La Mã cho Ireland) và là tên tiếng Anh được công nhận cho tỉnh. Ở tiếng Gaelic Scotland, tỉnh này được gọi là Alba Nuadh, cũng có nghĩa là "New Scotland". Tỉnh này được đặt tên lần đầu tiên trong Hiến pháp Hoàng gia năm 1621, cho phép quyền định cư các vùng đất bao gồm Nova Scotia hiện đại, Đảo Cape Breton, đảo Prince Edward, New Brunswick và Bán đảo Gaspé cho Sir William Alexander vào năm 1632.

## Địa lý
Nova Scotia là tỉnh nhỏ thứ hai của Canada trong khu vực sau đảo Prince Edward. Vùng đất liền của tỉnh là bán đảo Nova Scotia bao quanh bởi Đại Tây Dương, bao gồm nhiều vịnh và cửa sông. Không nơi nào ở Nova Scotia cách biển hơn 67 km (42 dặm). Đảo Cape Breton, một hòn đảo lớn ở phía đông bắc của đại lục Nova Scotia, cũng là một phần của tỉnh, cũng như Đảo Sable, một hòn đảo nhỏ nổi tiếng vì đắm tàu, cách chừng 175 km (110 dặm) Bờ biển phía nam của tỉnh.
Nova Scotia có nhiều hình thành đá hóa thạch cổ. Những hình dạng đặc biệt phong phú trên bờ Vịnh Fundy. Blue Beach gần Hantsport, Joggins Fossil Cliffs, nằm trên bờ Vịnh Fundy, đã mang lại một lượng lớn các hóa thạch cổ carbon. Wasson's Bluff, gần thị trấn Parrsboro, đã mang lại cả hóa thạch tuổi Kỷ Đệ Tam và Jurassa.
Tỉnh có 5.400 hồ.

## Khí hậu
Nova Scotia nằm ở khu vực trung du. Kể từ khi tỉnh này bao phủ gần biển, khí hậu gần với biển hơn so với khí hậu lục địa. Mùa đông và mùa hè nhiệt độ cực đoan của khí hậu lục địa bị kiểm duyệt bởi đại dương. Tuy nhiên, mùa đông vẫn còn lạnh, đủ để được phân loại là lục địa - vẫn còn gần điểm đông hơn so với nội địa ở phía tây. Khí hậu Nova Scotia theo nhiều cách tương tự như bờ biển Baltic trung tâm ở Bắc Âu, chỉ có mưa và tuyết. Mặc dù Nova Scotia có khoảng mười lăm dãy núi phía Nam. Những khu vực không có bờ biển Đại Tây Dương trải qua những mùa hè ấm áp hơn thường thấy ở các khu vực nội địa, và mùa đông hạ thấp hơn một chút.
Được mô tả trên tấm giấy phép xe của tỉnh dưới dạng Sân chơi Ocean của Canada, Nova Scotia được bao quanh bởi bốn vùng nước chính: Vịnh Saint Lawrence về phía bắc, Vịnh Fundy về phía tây, Vịnh Maine về phía tây nam, và Đại Tây Dương về phía đông.
| Vị trí    | Tháng 7 (°C) | Tháng 7 (°F) | Tháng Giêng (°C) | Tháng Giêng (°F) |
| --------- | ------------ | ------------ | ---------------- | ---------------- |
| Halifax   | 23/14        | 73/58        | 0 / -8           | 32/17            |
| Sydney    | 23/12        | 73/54        | -1 / -9          | 30/14            |
| Kentville | 25/14        | 78/57        | -1 / -10         | 29/14            |
| Truro     | 24/13        | 75/55        | -1 / -12         | 29/9             |
| Liverpool | 25/14        | 77/57        | 0 / -9           | 32/15            |
| Shelburne | 23/12        | 73/54        | 1 / -8           | 33/17            |
| Yarmouth  | 21/12        | 69/55        | 1 / -7           | 33/19            |

## Kinh tế

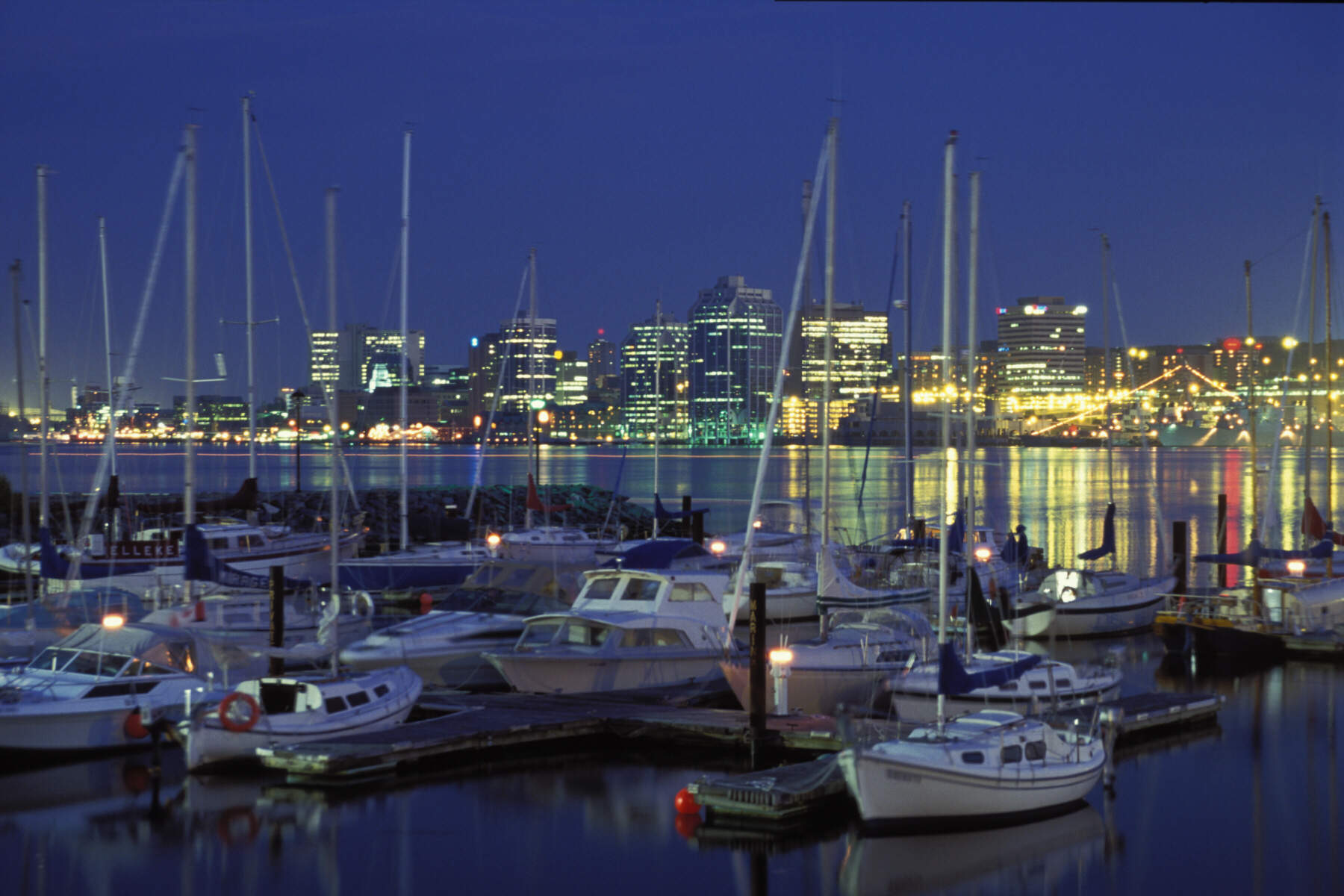
Thành phố Halifax - thủ phủ, đồng thời là thành phố lớn nhất của tỉnh bang

GDP bình quân đầu người của Nova Scotia trong năm 2010 là 38.475 đô la, thấp hơn đáng kể so với mức bình quân bình quân đầu người của quốc gia là 47.605 đô la và ít hơn một nửa của tỉnh giàu nhất Canada, Alberta. Tăng trưởng GDP đã tụt hậu so với phần còn lại của đất nước ít nhất là trong thập kỷ qua.
Nova Scotia của nền kinh tế dựa trên nguồn tài nguyên truyền thống đã đa dạng trong những thập kỷ gần đây. Sự nổi lên của Nova Scotia như là một thẩm quyền hữu hiệu ở Bắc Mỹ, theo lịch sử, là do sự sẵn có của các nguồn tài nguyên thiên nhiên, đặc biệt là các loài cá ngoài khơi Scotian Shelf. Ngành đánh cá là một trụ cột của nền kinh tế kể từ khi nó được phát triển như một phần của New France vào thế kỷ 17; Tuy nhiên, ngành đánh bắt cá bị suy giảm nghiêm trọng do đánh bắt cá quá mức vào cuối thế kỷ 20. Sự sụp đổ của các cổ phiếu cá tuyết và sự đóng cửa của ngành này đã làm mất khoảng 20.000 việc làm vào năm 1992. Các ngành khác trong tỉnh cũng bị ảnh hưởng nặng nề, đặc biệt là trong hai thập kỷ qua: khai thác than ở Cape Breton và phía bắc lục địa Nova Scotia gần như ngừng sản xuất, và một nhà máy thép lớn ở Sydney đã đóng cửa trong những năm 1990. Gần đây, giá trị cao của đồng đô la Canada so với đô la Mỹ đã ảnh hưởng đến ngành công nghiệp lâm nghiệp, dẫn đến việc đóng cửa nhà máy bột giấy và xay giấy ở gần Liverpool. Khai thác khoáng sản, đặc biệt là thạch cao và muối, và silica, than bùn và barit ít hơn cũng là một ngành quan trọng. Từ năm 1991, dầu và khí ngoài khơi đã trở thành một phần quan trọng của nền kinh tế mặc dù sản xuất và doanh thu đang giảm. Nông nghiệp vẫn là một lĩnh vực quan trọng trên địa bàn tỉnh, đặc biệt là ở các thung lũng Annapolis.

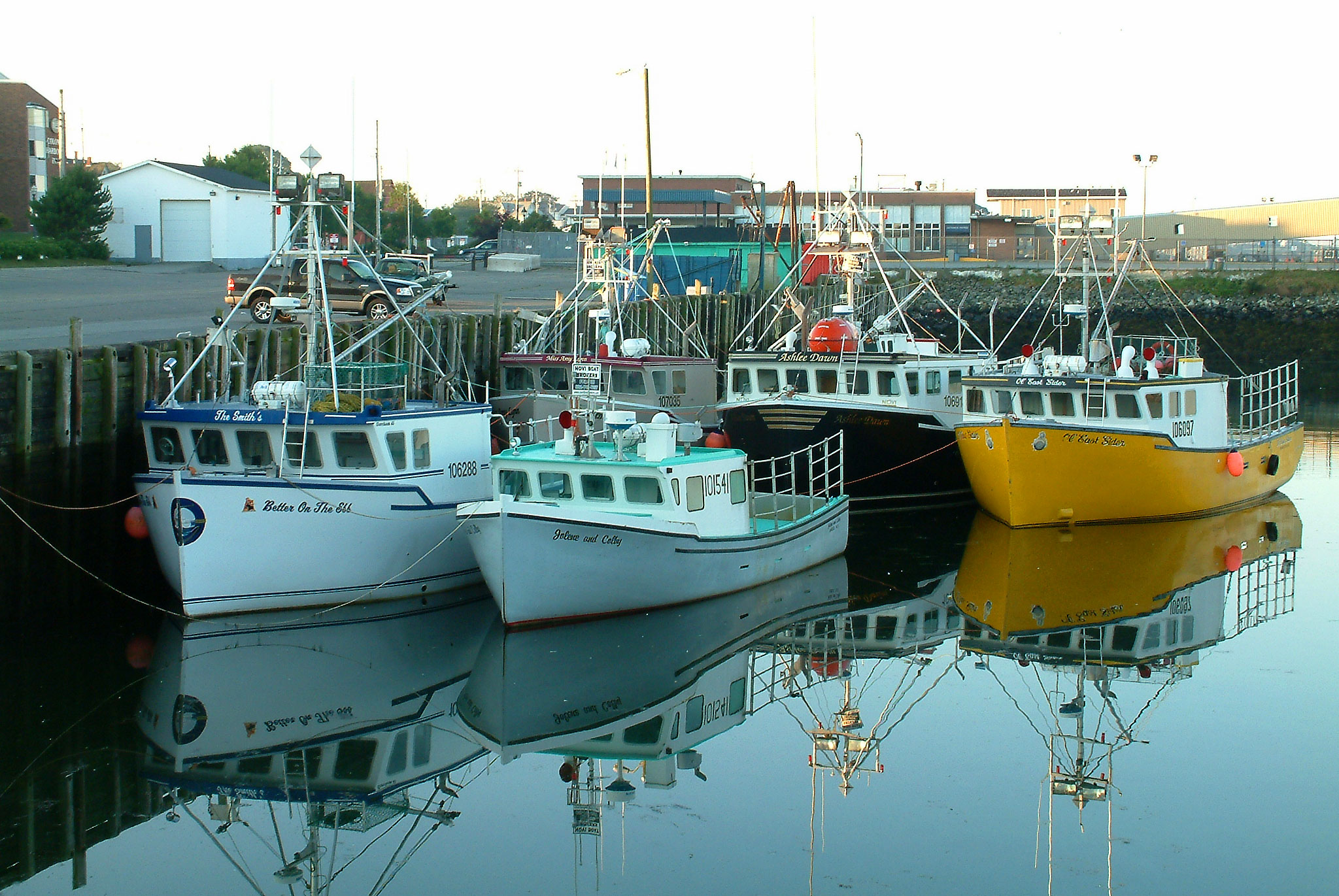
Tàu đánh bắt tôm hùm ở Yarmouth, Nova Scotia.

Khu vực quốc phòng và hàng không vũ trụ của Nova Scotia tạo ra doanh thu khoảng 500 triệu đô la Mỹ và đóng góp khoảng 1,5 tỷ đô la cho nền kinh tế tỉnh mỗi năm.
Ngô đang phát triển tại Grafton ở thung lũng Annapolis vào tháng 10 năm 2011
Cho đến nay, 40% tài sản quân sự của Canada cư trú tại Nova Scotia. Nova Scotia có ngành công nghiệp phim lớn thứ tư ở Canada với hơn 100 tác phẩm hằng năm , hơn một nửa trong số đó là các sản phẩm của nhà sản xuất phim và truyền hình quốc tế. Năm 2015, chính phủ Nova Scotia loại bỏ tín dụng thuế để sản xuất phim trong tỉnh, gây nguy hiểm cho ngành công nghiệp với hầu hết các khu vực pháp lý khác tiếp tục cung cấp tín dụng như vậy. 

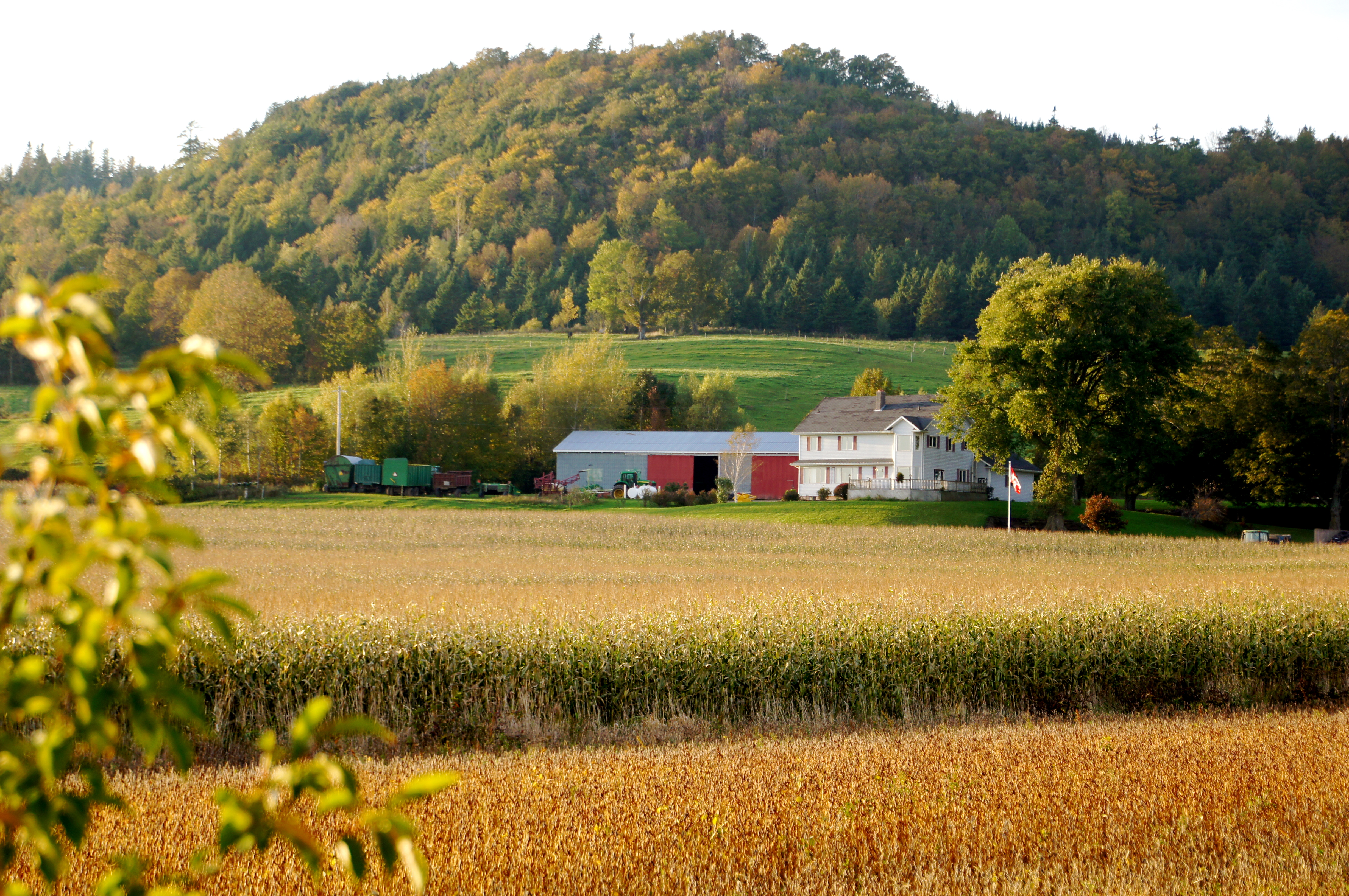
Cánh đồng ngô ở Grafton, thung lũng Annapolis, Nova Scotia

Ngành du lịch Nova Scotia bao gồm hơn 6.500 doanh nghiệp trực tiếp, hỗ trợ gần 40.000 việc làm. 200.000 hành khách tàu thủy từ khắp nơi trên thế giới chảy qua Cảng Halifax, Nova Scotia mỗi năm. Ngành này đóng góp khoảng 1,3 tỷ đô la Mỹ mỗi năm cho nền kinh tế. Tỉnh cũng có sự phát triển nhanh chóng của ngành công nghệ thông tin và truyền thông] (ICT) bao gồm hơn 500 công ty, và sử dụng khoảng 15.000 người. Năm 2006, khu vực sản xuất đã mang lại hơn 2,6 tỷ đô la cho GDP, sản lượng lớn nhất của bất kỳ ngành công nghiệp nào ở Nova Scotia. Michelin vẫn là nhà tuyển dụng duy nhất trong ngành này, vận hành ba nhà máy sản xuất trong tỉnh.
Vào năm 2012, thu nhập gia đình trung bình ở Nova Scotia là 67.910 đô la Mỹ, thấp hơn mức trung bình toàn quốc là 74.540 đô la; ở Halifax con số tăng lên 80.490 đô la.
Tỉnh là nơi xuất khẩu cây thông Noel, tôm hùm, thạch cao và quả mọng hoang dã nhiều nhất thế giới. Giá trị xuất khẩu cá của tỉnh vượt quá 1 tỷ USD, và các sản phẩm cá được 90 quốc gia trên thế giới sử dụng. Tuy nhiên, nhập khẩu của tỉnh vượt xa xuất khẩu. Trong khi con số này gần như bằng nhau từ năm 1992 đến năm 2004, kể từ đó thâm hụt thương mại đã tăng lên. Năm 2012, xuất khẩu từ Nova Scotia chiếm 12,1% GDP của tỉnh, trong khi nhập khẩu là 22,6%.